# Élections législatives tchadiennes de 2011
Les élections législatives tchadiennes de 2011 se déroulent le 13 février 2011 afin de pourvoir les 188 membres de l'Assemblée nationale du Tchad,.

## Mode de scrutin

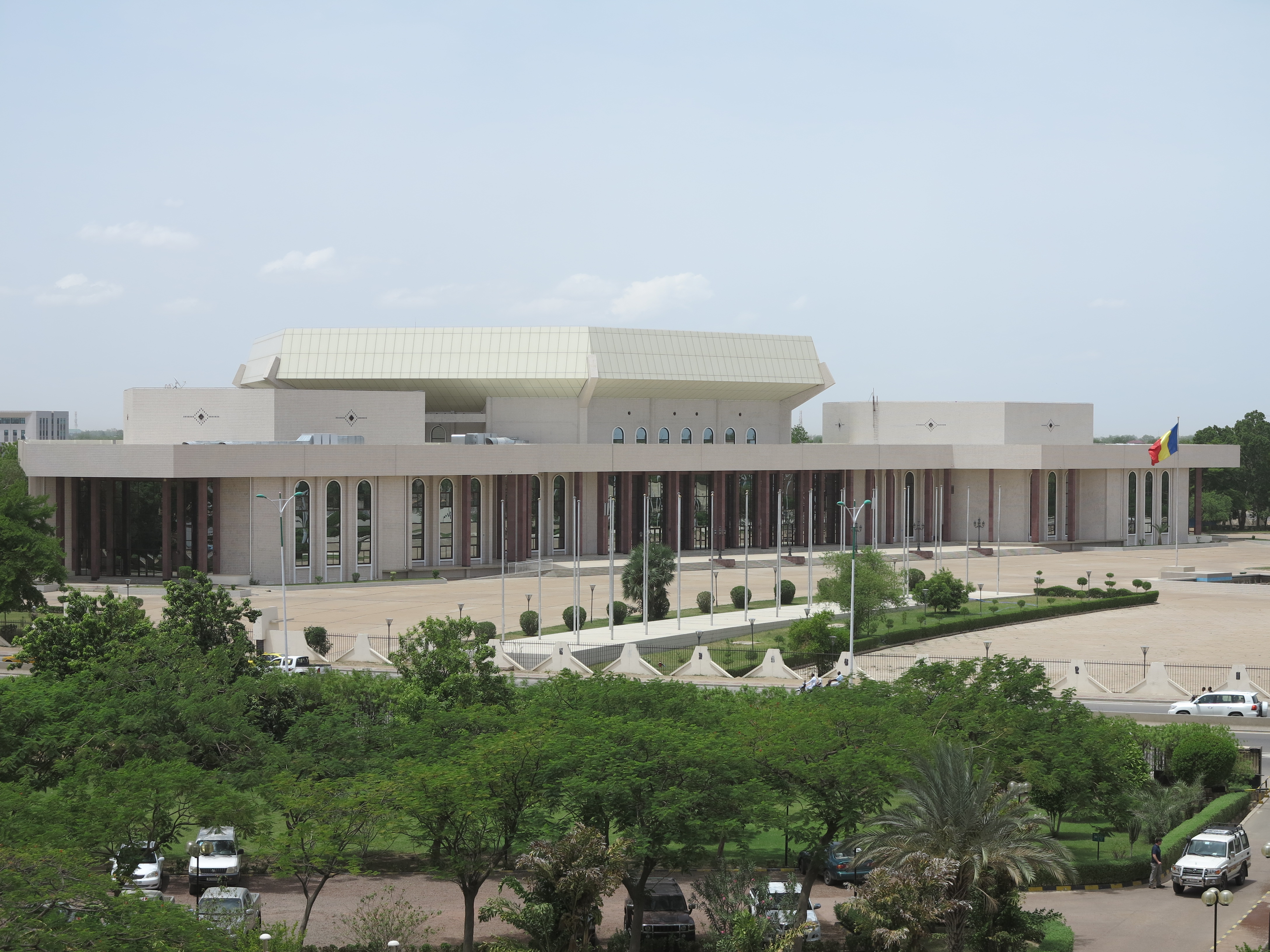
L'Assemblée nationale à N'Djaména.

L'Assemblée nationale est l'unique chambre du parlement monocaméral du Tchad. Elle est composée de 188 sièges dont les membres sont élus pour quatre selon un mode de scrutin mixte mêlant scrutin uninominal majoritaire à deux tours et scrutin plurinominal majoritaire à un tour.
Sont ainsi à pourvoir 188 sièges dans 116 circonscriptions électorales à raison d'un siège par tranche de 40 000 habitants à partir de 50 000 habitants, avec un député minimum et un autre supplémentaire pour une éventuelle tranche restante de 30 000 habitants. Ces circonscriptions sont pourvues pour celles d'un seul siège au scrutin uninominal majoritaire à deux tours. Les électeurs y votent pour un seul candidat, et celui arrivé en tête avec plus de 50 % des voix au premier tour est élu. À défaut, un second tour est organisé entre les deux candidats arrivés en tête, et celui recueillant le plus de voix est élu. 
Les circonscriptions plurinominales, composées de deux à cinq sièges, sont à pourvoir au scrutin plurinominal majoritaire à un tour via des listes bloquées. Les électeurs votent pour une liste, et celle arrivée en tête avec plus de 50 % des voix au premier tour voit ses candidats remporter l'intégralité des sièges. À défaut, les sièges sont répartis à la proportionnelle entre les différentes listes sur la base de leurs résultats en appliquant la méthode du plus fort reste.

## Résultats
|                           | Mouvement patriotique du salut (MPS) et alliés                               |  |     | 133 | 20 |  |  |  |  |
|                           | Union nationale pour la démocratie et le renouveau (UNDR) et alliés          |  |     | 12  | 7  |  |  |  |  |
|                           | Union pour le renouveau et la démocratie (URD)                               |  |     | 8   | 5  |  |  |  |  |
|                           | Rassemblement national des démocrates tchadiens - le réveil (RNDT-Le Réveil) |  |     | 8   | 7  |  |  |  |  |
|                           | Fédération, action pour la république (FAR)                                  |  |     | 4   | 6  |  |  |  |  |
|                           | Autres partis                                                                |  |     | 23  | –  |  |  |  |  |
|                           |                                                                              |  |     |     |    |  |  |  |  |
| Suffrages exprimés        |                                                                              |  |     |     |    |  |  |  |  |
| Votes blancs et invalides |                                                                              |  |     |     |    |  |  |  |  |
| Total                     | Total                                                                        |  | 100 | 188 | 33 |  |  |  |  |
| Abstentions               |                                                                              |  |     |     |    |  |  |  |  |
| Inscrits / participation  |                                                                              |  |     |     |    |  |  |  |  |